# Falukorvens dag
Falukorvens dag är en temadag som firas varje år i början av juni i Falun i samband med Falukalaset.
I juni 1992 visades världens längsta falukorv (82,6 meter).